# Bogdanciovți, Gabrovo
Bogdanciovți (în bulgară Богданчовци) este un sat în comuna Gabrovo, regiunea Gabrovo,  Bulgaria. 

## Demografie
Componența etnică a satului Bogdanciovți
     Bulgari (91,66%)
     Nicio identificare (8,33%)
     Altele (0%)
La recensământul din 2011, populația satului Bogdanciovți era de 24 locuitori. Din punct de vedere etnic, majoritatea locuitorilor (91,66%) erau bulgari. Pentru 8,33% din locuitori nu este cunoscută apartenența etnică.